# Ястремська Іванна Олександрівна
Іва́нна Олекса́ндрівна Ястре́мська (* 2007) — українська тенісистка.

## З життєпису
Народилася 2007 року в місті Одеса. У одиночному розряді виступала в юніорському турі ITF у 2021 році. Там зіграла чотири домашні турніри в Рівному, Ірпені, Львові та Чорноморську.
Найвищим досягненням у парній кар'єрі на рівні WTA став чвертьфінал на тенісному челенджері в Руані в жовтні 2022 року.